# Aleluja! Živ buď nad smrtí slavný vítěz

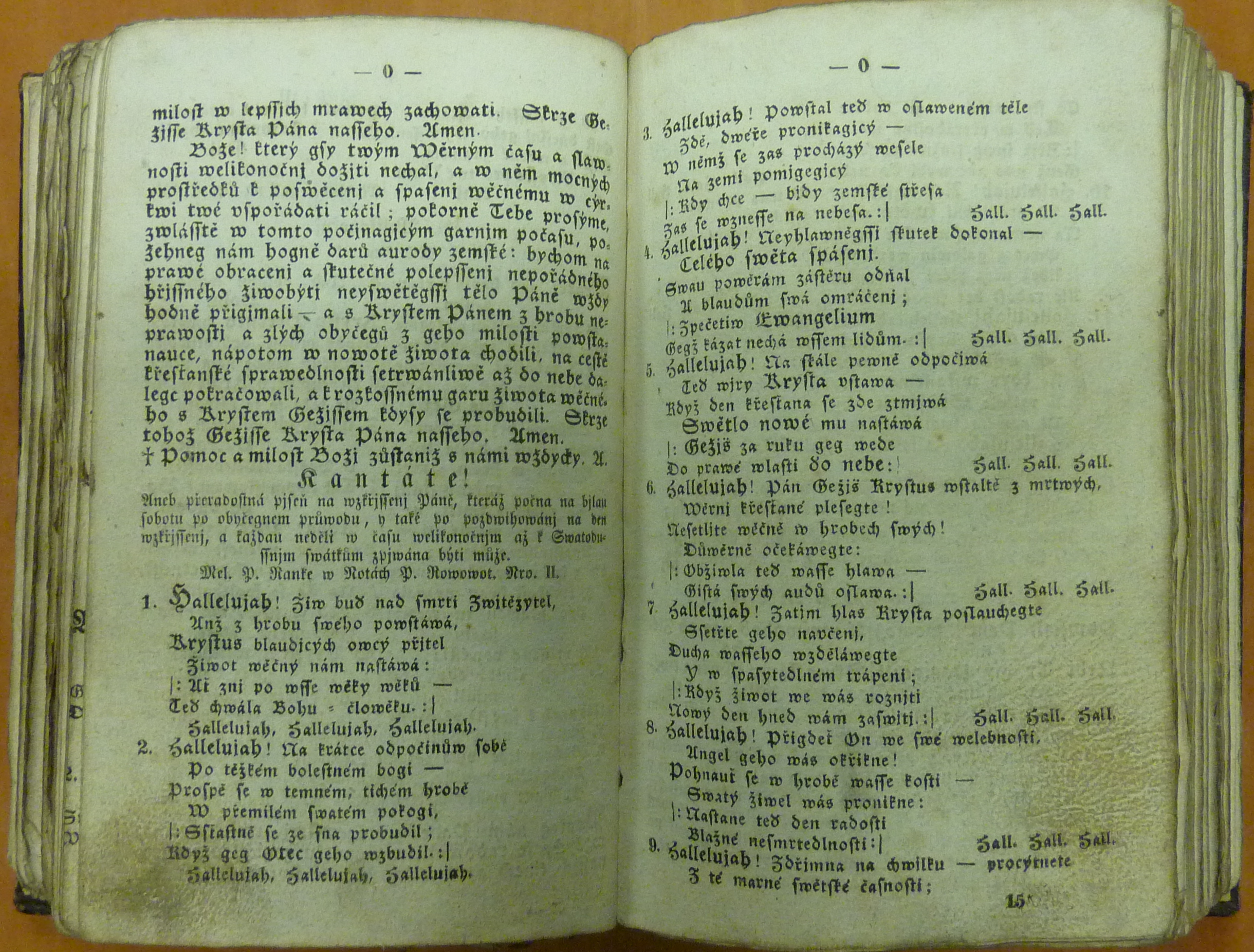
Katolický kancionál z roku 1851 s písní Hallelujah! Živ buď nad smrtí Zvítězitel

Aleluja! Živ buď nad smrtí slavný vítěz (německy Alleluja! Des Todes starker Überwinder, polsky Alleluja żyw już jest śmierci Zwyciężyciel; staršími názvy Aleluja! Živ buď nad smrtí zvítězitel nebo Aleluja! Zdráv buď, náš milý spasiteli) je původem česká velikonoční píseň z roku 1830 oslavující zmrtvýchvstání Ježíše Krista.

## Vznik
Původní text písně napsal v češtině Tomáš Fryčaj, římskokatolický farář v Obřanech u Brna, moravský národní buditel a vydavatel populárních kancionálů. Nápěv složil Karl Nanke, ředitel kůru v brněnské katedrále sv. Petra a Pavla. Ve Fryčajově kancionálu je označena jako přeradostná píseň na vzkříšení Páně, která může být zpívána na Bílou sobotu, na den vzkříšení a o nedělích v době velikonoční. Originální rukopis s touto písní je uložen v olomoucké pobočce Zemského archivu v Opavě jako součást pozůstalosti po Karlu Dostálovi-Lutinovovi.

## Současnost
V jednotném kancionále vydávaném od roku 1973, v němž má přepracovaný text a upravený nápěv, je píseň uvedena pod číslem 401 jako první z písní pro dobu velikonoční. Má osm slok a při mši je možné ji zpívat na všech propriálních částech mše i na závěr. Je psána ve čtyřčtvrtečním taktu a tónině A dur. V mnoha katolických kostelích se používá k vyjádření radosti v liturgii velikonoční vigilie a zpívává se i později v době velikonoční. Ve slezské vsi Lukavec se zpěv této písně stal součástí staletí staré tradice velikonoční jízdy na koních.

## Překlady
Píseň se mimo Moravu stala oblíbenou i v Horním Slezsku (včetně Hlučínska), kde se rozšířila v německém znění pod názvem Alleluja! Des Todes starker Überwinder, respektive v polském překladu nazvaném Alleluja żyw już jest śmierci Zwyciężyciel.